# Mabitac
Mabitac es un municipio filipino de quinta clase, perteneciente a la provincia de La Laguna, en la región de Calabarzon.

## Historia
Hacia mediados del siglo XIX, el lugar, ya por entonces perteneciente a la provincia de La Laguna, tenía contabilizada una población de 1290 habitantes, repartidos en 215 casas. Aparece descrito en el segundo volumen del Diccionario geográfico, estadístico, histórico de las Islas Filipinas (1851) de Manuel Buzeta Núñez y Felipe Bravo con las siguientes palabras:

MABITAC: pueblo con cura y gobernadorcillo, en la isla de Luzon, prov. de la Laguna, arz. de Manila; sit. en los 125° 8' 30" long., 14° 28' lat., en terreno llano, dist. una milla de la laguna de Bay; su clima es templado. Tiene un convento ó casa parroquial, que se distingue entre las demas del pueblo, cuyo número asciende á unas 215; la casa de comunidad tambien es buena, y en ella se halla la carcel. La igl. parr. es de buena fábrica y está servida por un cura regular. La escuela tiene su dotacion de los fondos de comunidad. Cruza por este pueblo el camino que conduce desde Pangui á Santa María, el cual se halla en buen estado. El terreno confina por N. con el de Santa María, cuyo pueblo está á 1 leg.; por E. con el de Simoloan á 2 millas; por S. E. con el de Pangui á ¾ leg.; por S. O. con la laguna de Bay, y por O. no tiene límites marcados. El terreno es en general montuoso; riegalo un r. que pasa al O. del pueblo, y desagua en la laguna; su principal prod. es la del arroz, aunque tambien se dan otras, como el abacá, ajonjolí, pimienta etc. No tienen otra industria sus naturales, sino la agricultura y la pesca, ocupándose las mugeres en la fabricacion de algunas telas. pobl. 1,290 alm., y en 1845 pagaba 386 trib., que corresponden á 3,680 rs. plata, equivalentes á 9,200 rs. vn.
(Buzeta y Bravo, 1851, pp. 190-191)

En 2020, tenía censados 21 275 habitantes.